# Brodawnik różnoowockowy
Brodawnik różnoowockowy (Leontodon saxatilis Lam.) – gatunek rośliny z rodziny astrowatych. Występuje w Eurazji i Afryce Północnej; zawleczony do Ameryki Północnej, Południowej i Nowej Zelandii.
W Polsce jest gatunkiem nieczęstym; rośnie w rozproszeniu na terenie całego kraju. Dawniej podawany tylko dla części północno-zachodniej, prawdopodobnie był przeoczany na pozostałym obszarze.

## Morfologia

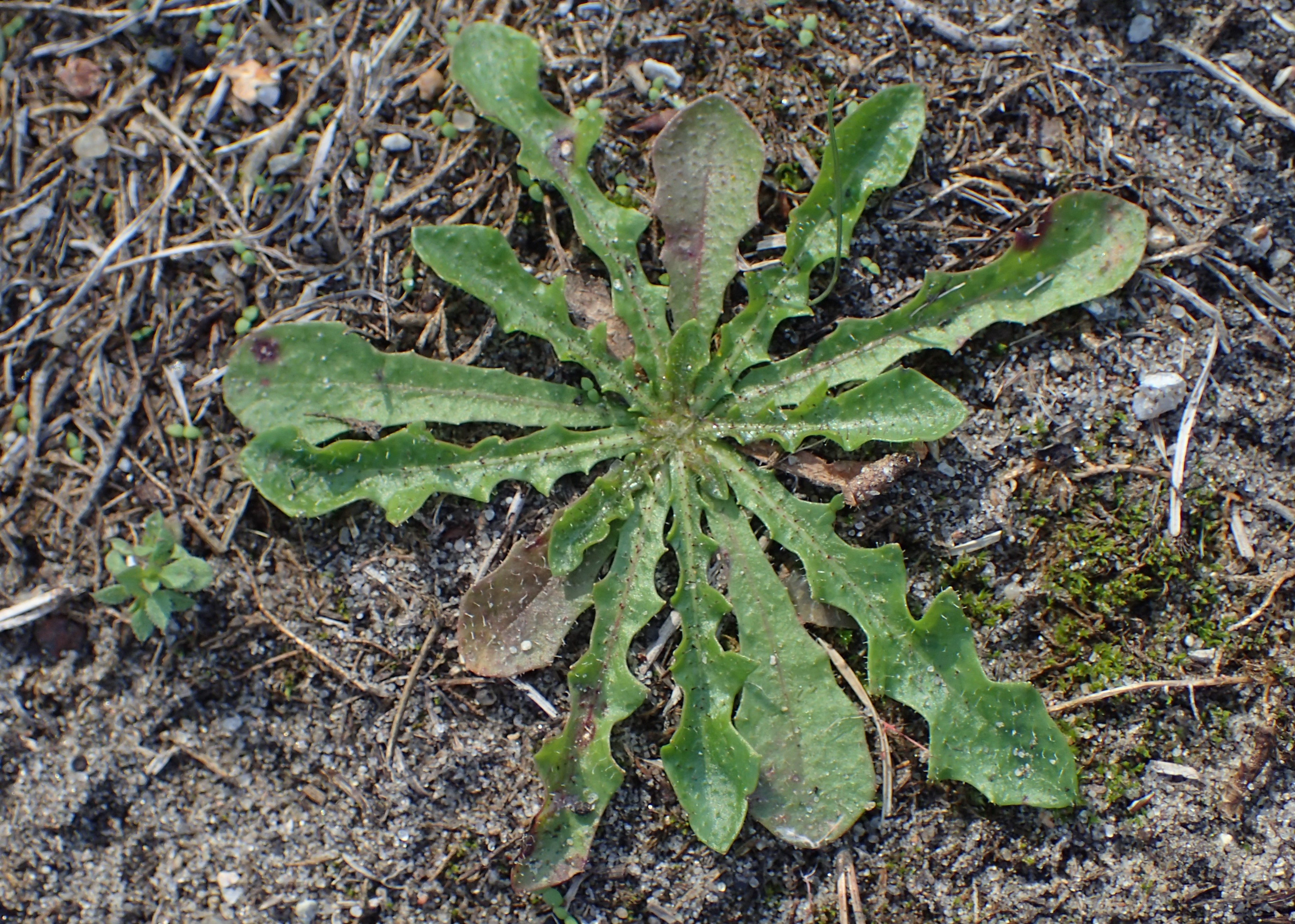
Rozeta liści

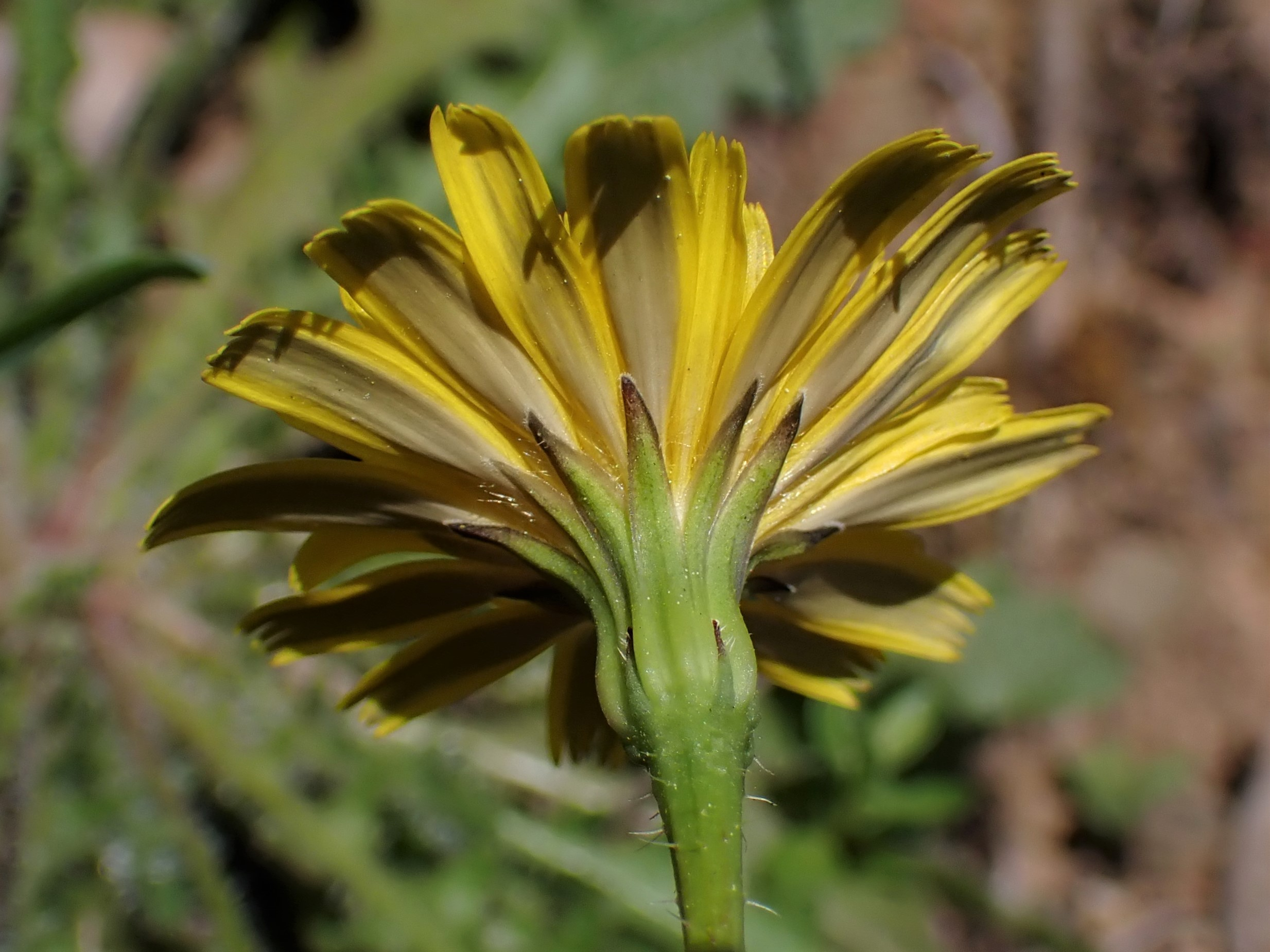
Koszyczek

ŁodygaO wysokości 8-25 cm, pokryta białawymi, szorstkimi, dwudzielnymi włoskami.
LiścieTworzą różyczkę liściową. Liście zatokowo ząbkowane lub wykrawane, lancetowate lub podługowate, pokryte białawymi, szorstkimi, dwudzielnymi włoskami.
KwiatyŻółte, zebrane w zwisły za młodu koszyczek. Kwiaty brzeżne brunatno-stalowo-szare od spodu. Okrywa o długości 7-9 mm, z czarno obrzeżonymi listkami. Środkowe kwiaty i owoce z pierzastym, dwurzędowym puchem. Kwiaty i owoce brzeżne bez puchu, z krótkim, strzępiastym rąbkiem.
OwocPoprzecznie marszczona niełupka. Zewnętrzne owoce bez puchu kielichowego. Wewnętrzne owoce z puchem.

## Biologia i ekologia
Bylina, hemikryptofit. Kwitnie od lipca do sierpnia. Rośnie na łąkach, polach, pastwiskach i przydrożach. Liczba chromosomów 2n =14.

## Zagrożenia i ochrona
Roślina umieszczona na polskiej czerwonej liście w kategorii NT (bliski zagrożenia).